# Valentkovo sedlo
Valentkovo sedlo (polsky Walentkowa Przełęcz, maďarsky Walentko-hágó, německy Valentinsjoch, 2100 m n. m.) je široké sedlo v hlavním hřebeni Vysokých Tater. Nachází se mezi Svinicí a Valentkovou a prochází jím slovensko-polská státní hranice. Na západní (slovenské) straně spadá svah od sedla do doliny Kamenná Tichá (boční větev Tiché doliny), na východní (polské) straně do Dolinky pod Kołem (větev Doliny Pięciu Stawów Polskich). Sedlo je nejnižším bodem Valentkova hřebene.
Přechod přes Valentkovo sedlo popsal v roce 1879 Viktor Lorenc. První zaznamenaný zimní přechod uskutečnili 28. března 1923 Adam Karpiński a Kazimierz Szczepański. Ačkoli přechod přes sedlo byl horalům znám již dávno, nebyl nikdy příliš populární. Využívali jej hlavně pastevci koz. Turisté k přechodu hřebene používali mnohem pohodlnější cestu přes Hladké sedlo.

## Přístup
Sedlem neprochází žádná značená cesta, tudíž je přístupné pouze v doprovodu horského vůdce.